# Tapti
Il fiume Tapti (anche Tapi) è un fiume dell'India centrale. È uno dei più grandi fiumi della penisola indiana con una lunghezza di circa 724 km. È uno dei tre grandi fiumi - gli altri sono il Narmada e il Mahi - che scorrono da est verso ovest.
Il fiume sorge nella parte orientale del versante meridionale dei monti Satpura nello Stato del Madhya Pradesh, e nel suo corso verso ovest raccoglie le acque delle regioni meridionali del Madhya Pradesh, delle regioni settentrionali del Maharashtra e delle sud-orientali del Gujarat, prima di sfociare nel Mar Arabico nel Golfo di Khambhat, nel distretto di Surat (Gujarat). Il fiume, assieme al Narmada che scorre parallelamente a nord, forma il confine geografico tra il Nord e il Sud dell'India. I Ghati occidentali iniziano immediatamente a sud del corso del fiume Tapti, vicino al confine tra Gujarat e Maharashtra.

## Bacino idrografico
Il suo bacino idrografico copre una superficie di 65.145 km², di cui 51.504 km² in Maharashtra, 9.804 km² in Madhya Pradesh e 3.837 km² in Gujarat. I principali affluenti del fiume Tapti sono i fiumi Purna, Girna, Panzara, Waghur, Bori e Aner.